# Castillo de la Vela
El castillo de la Vela o castillo de Maqueda es un castillo situado en el municipio español de Maqueda, en la provincia de Toledo. Es propiedad del Ministerio del Interior y desde 1931 tiene la condición de Monumento Histórico-Artístico.

## Historia
Se conjetura que en tiempos remotos se situó en su emplazamiento un puesto vigilante romano, pero lo que es seguro es que, hacia el año 981, y por orden de Almanzor, el arquitecto Fatho ben Ibrahim el Omeya, llamado Aben el Caxeri de Toledo, constructor de las grandes mezquitas de Gebal Berida y de Adabegin en Toledo y célebre por su saber y sus viajes al Oriente, aumentó y perfeccionó una fortaleza preexistente. En 1083 cayó en poder de Alfonso VI de León sin gran resistencia. En 1153 pasó a ser señorío privado de Fernando Yáñez por concesión real. Poco después, en 1177, Alfonso VIII, tras la toma de Cuenca, donó Maqueda y su tierra a la Orden de Calatrava; quizá esta fue la que ordenó en este siglo decimosegundo rodearlo de una muralla que también circundaba la villa y la iglesia mayor y cuyos restos todavía son perceptibles (torres de Vela y de las Infantas). En Maqueda estuvo la cabeza de una encomienda de la Orden y en ella residía el correspondiente Comendador; esta encomienda tenía también agregado el castillo y tierra de San Silvestre junto a Toledo.

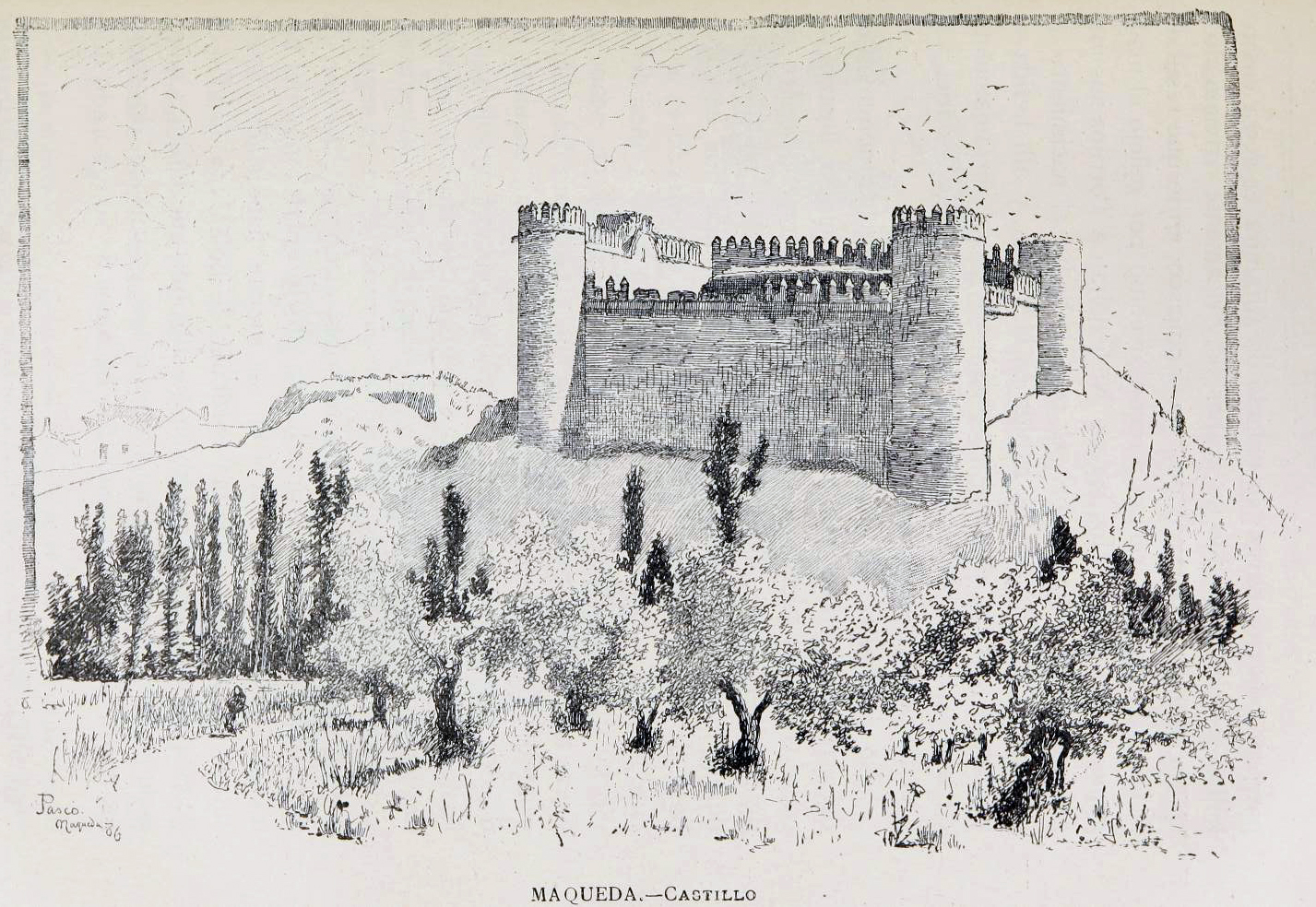
Vista del castillo en un dibujo de José Pascó (1886)

Entre 1196 y 1198 resistió con éxito los asedios de los almorávides y en 1434 el poderoso condestable y valido de Juan II don Álvaro de Luna se apropió de Maqueda y San Silvestre entregando a cambio a la Orden de Calatrava sus villas de Arjona y Arjonilla. Al caer el valido, el castillo, al mando del alcaide Fernando de Ribadeneyra, fiel al condestable, resistió el cerco de Juan II, pero terminó rindiéndose y el castillo volvió a la Corona. Reinando Enrique IV, su hermano Alfonso el Inocente, declarado rey usurpador en la Farsa de Ávila, e instalado en su corte de Arévalo, cedió el señorío de Maqueda y su tierra al cortesano judeoconverso Álvar Gómez de Ciudad Real el Viejo, abuelo del humanista del mismo nombre, quien lo cambió en 1465 al cardenal Mendoza por varias villas en Guadalajara. Este lo cedió poco después a su pariente el arzobispo de Toledo Alonso Carrillo de Acuña a cambio de las villas y fortalezas de Jadraque y Alcorlo en la Alcarria. Poco después el arzobispo vendió la villa y el castillo al comendador mayor de León y contador del reino Gutierre de Cárdenas, quien lo reconstruyó y amplió. Isabel la Católica vivió durante algún tiempo en el castillo acompañada por su amiga Beatriz de Bobadilla, hija del alcaide del castillo y después marquesa de Moya.
El castillo de la Vela, levantado sobre las bases de la precedente fortaleza árabe, nunca fue terminado de construir, al menos en su interior. En el siglo XV fue reconstruido y ampliado por Gutierre de Cárdenas. Al trasladarse los dueños del castillo al municipio toledano de Torrijos, la fortaleza quedó sin uso y fue deteriorándose, aunque permaneció en la familia Cárdenas hasta el siglo XIX, cuando se abolieron los señoríos.
El Gobierno español instaló en su interior un cuartel de la Guardia Civil, dándole así una función y un organismo que lo conservara.

## Descripción y características

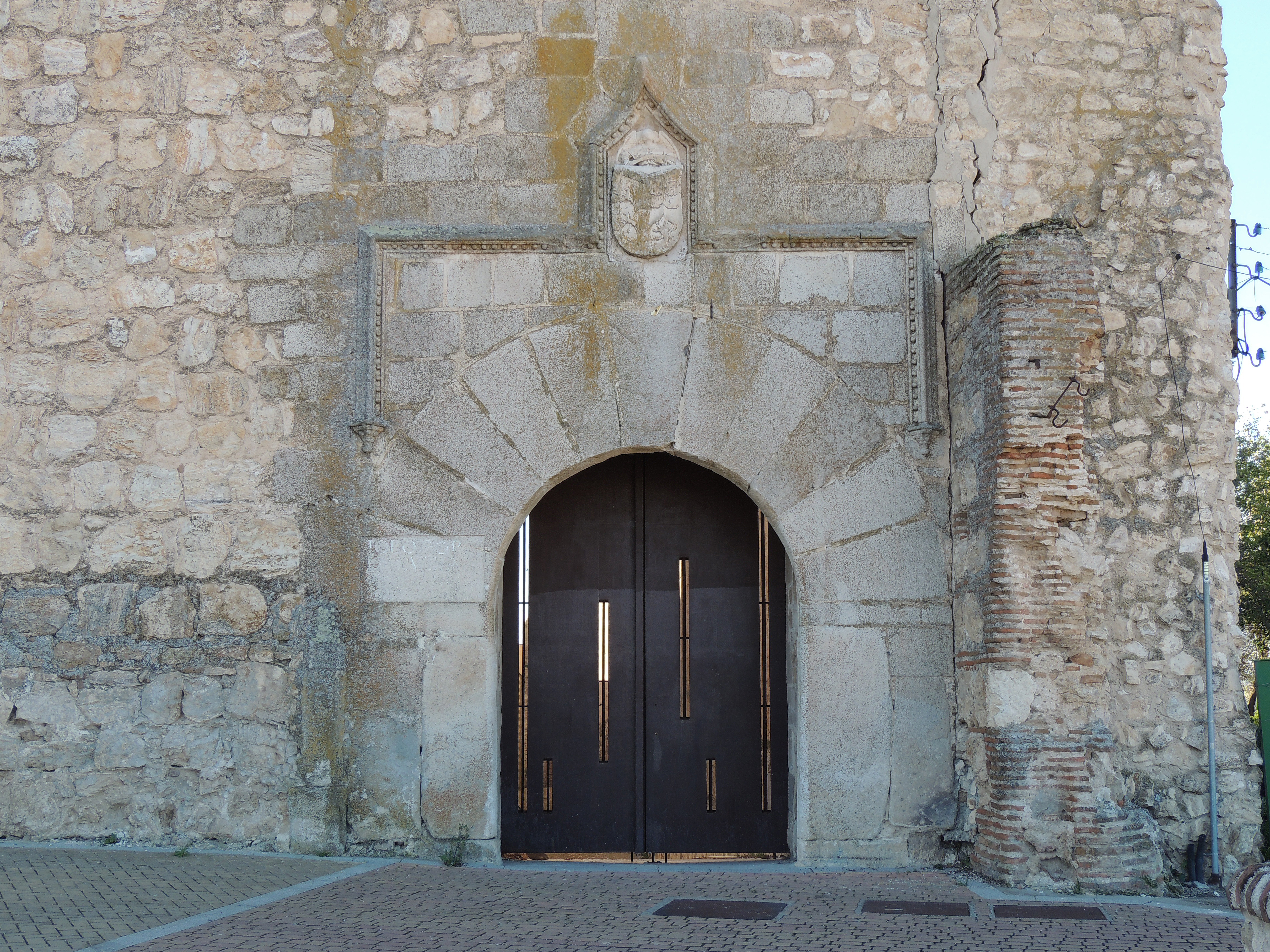
Puerta del castillo

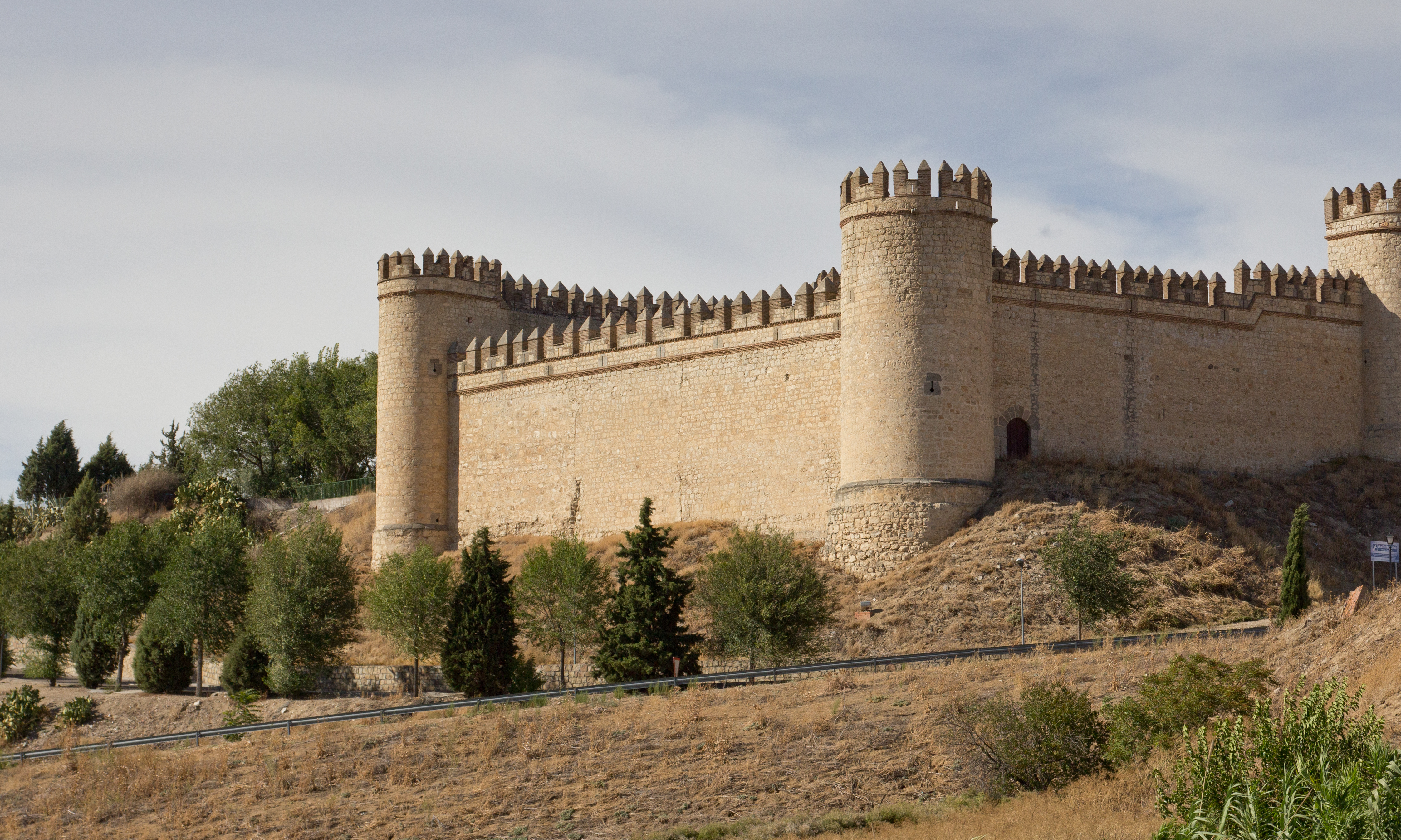
Torres y muros del castillo

Se ubica en el municipio castellanomanchego de Maqueda, en la provincia de Toledo. El castillo de Maqueda se encuentra en un extremo del viejo recinto amurallado del municipio, que fue cercado en el siglo XII o poco después. La planta del castillo es rectangular y ocupa dos niveles distintos de terreno. Sus muros alcanzan 3,5 metros de espesor y están protegidos por fosos en dos de sus lados y tres torres circulares en los ángulos al sur y mitad del lienzo este. Posteriormente se añadió una torre más. El almenado del castillo de la Vela es similar al del castillo de San Silvestre en Novés, que también fue construido por la familia Cárdenas.
La puerta principal está orientada al norte, lleva el escudo del matrimonio Cárdenas y Enríquez, autores de su reconstrucción, y está protegida por un buen matacán de sillería y ladrillo, con una aspillera redonda y cruciforme. Tras el portón había una fuerte reja de forja machihembrada que cerraba el paso.
El adarve y el coronamiento, de 2,5 metros de altura, está bien conservado y presenta saeteras cada dos merlones que se emparejan dos a dos con un parapeto.

## Propiedad
Es propiedad del Ministerio del Interior y albergaba un cuartel de la Guardia Civil. Fue declarado Monumento Histórico Artístico el 3 de junio de 1931. Bajo la protección de la declaración genérica del Decreto de 22 de abril de 1949, y la Ley 16/1985 sobre el Patrimonio Histórico Español. Este castillo apareció en la serie larga de sellos de castillos en el año 1988.
Desde 2013, el Gobierno ha estado intentando, sin éxito, vender el castillo, sacándolo a subasta. Aunque inicialmente pidió 9,6 millones de euros en 2013, el ministerio ha llegado a bajar el precio hasta los 2,35 millones en 2022. Con fecha de 31 de julio de 2023, el precio es de 3,3 millones de euros.